# Xã McKinnon, Quận Foster, Bắc Dakota
Xã McKinnon (tiếng Anh: McKinnon Township) là một xã thuộc quận Foster, tiểu bang Bắc Dakota, Hoa Kỳ. Năm 2010, dân số của xã này là 24 người.